# آماده نبرد
آماده نبرد (به انگلیسی: Embattled) یک فیلم درام و ورزشی آمریکایی محصول سال ۲۰۲۰ به کارگردانی نیک سارکیسوف، نویسندگی دیوید مکنا، بر اساس داستانی از فرانک راگن و تهیه‌کنندگی اریل کوکران است. استیون درف در نقش یک مبارز هنرهای رزمی ترکیبی حاکم (به سبک کانر مک‌گرگور) بازی می‌کند که طبیعت خشن و توهین آمیز او را با پسرش درگیر می‌کند.

## داستان
پسری که آرزو دارد در مسابقات هنرهای رزمی ترکیبی داخل قفس پا جای پای پدر خود بگذارد. او باید همه چیز خود را فدا کند. ولی در می‌یابد که نمی‌تواند مانند پدر خود باشد. حال او باید با بزرگ‌ترین رقیبش مسابقه دهد. کسی که به او آموزش داده است و …

## تولید
این فیلم در برمینگم، آلاباما از ۲۴ سپتامبر تا ۴ نوامبر ۲۰۱۸ فیلمبرداری شد.

## باکس آفیس
این فیلم تنها در ایالات متحده و کانادا ۳۲ هزار دلار به دست آورد.